# Satilatlas carens
Satilatlas carens är en spindelart som beskrevs av Alfred Frank Millidge 1981. Satilatlas carens ingår i släktet Satilatlas och familjen täckvävarspindlar. Inga underarter finns listade i Catalogue of Life.